# Тинктура
Тинктурата е алкохолен екстракт или разтвор от растителен или животински материал или от слаболетливо вещество, напр. йод. В алкохолната тинктура, екстрактът трябва да съдържа най-малко 25 – 60% етанол. Понякога и по-високи концентрации на алкохол (> 90%) се използват за направата на тинктури. В лекарствата на билкова основа, тинктурите са с различни концентрации на етанол, като 25%-овите са най-често срещаните.
Билковите тинктури не винаги използват етанол като разтворител. Разтворители могат да бъдат оцетът, глицеринът, диетиловият етер и пропиленгликолът, като не всички от тях могат да се използват за вътрешна консумация. Етанолът е отличен разтворител както за киселинни, така и за основни съставки. Тинктура, използваща глицерин, се нарича глицерит, но глицеринът обикновено е по-слаб разтворител от етанола. Оцетът, който е кисел, е по-добър разтворител за извличане на алкални компоненти, но е по-лош разтворител за киселинни компоненти.
В химията тинктурата е смес, в която алкохолът играе ролята на разтворител.
Примери за тинктури, които в миналото са се използвали в медицината:
- Тинктура от бензоева смола
- Тинктура от канабис
- Тинктура от кантаридин
- Тинктура от боброва мас (кастореум)
- Тинктура от железен цитрохлорид, хелат на лимонената киселина и железния (III) хлорид
- Тинктура от зелен сапун, съдържаща лавандулово масло
- Йодна тинктура
- Тинктура от опиум (лауданум)
  - Камфорова тинктура от опиум (парегорик)